# Біляїв Володимир Іванович
Володи́мир Іва́нович Біля́їв (25 червня 1925, селище Шахти №12 Грузько-Ломівської сільради, Макіївського району Донецької області, нині Моспине у складі Донецька — 12 лютого 2006, Норт Палм, Флорида, США) —борець за незалежність України у ХХ сторіччі, український письменник і журналіст, громадсько-політичний та культурний діяч, член-кор. УВАН в США (1984). Член Національної спілки письменників України 1995. Заступник голови Президії, спікер Української Національної Ради Державного Центру УНР (1972—1984 рр.), керівник української редакції радіостанції «Голос Америки» (до 1998 р.).

## Біографічні відомості
Народився на Донеччині, 25 червня 1925 року під містечком Моспине. Вчився там у школі № 152, пізніше — у середній школі № 25 м. Донецька (зараз Ленінський район).
У жорстокі часи Другої світової війни доля закинула Володимира Івановича спочатку до Німеччини (його, хлопцем, вивезли туди на роботу німецькі окупанти), пізніше непереборне бажання побачити світ привело майбутнього поета до Австралії і Сполучених Штатів Америки. Там він працював на різних роботах, здобув вищу освіту, досконало опанував англійську мову. Одружився з киянкою Галиною Білик.
П'ятнадцять років (до 1999 р.) керував українським відділом радіостанції «Voice of America» («Голос Америки»), інформуючи слухачів в Україні про події в Сполучених Штатах, у світі та розповідаючи про життя українців на заході й про їхні досягнення у різноманітних галузях життя.

## Володимир Біляїв— поет
Відомим як поет Біляїв став з початку сімдесятих років, коли вийшла перша збірка його поезій «Поліття». А вже з виданням другої книжки «По той бік щастя» (1979) українська літературна громадськість Америки вшанувала талант поета званням лауреата Української Могилянської Академії Наук.
Його творчість знайшла позитивну оцінку у таких літературних критиків діаспори, як Г. Костюк, М. Степаненко, Н. Пазуняк. А відзначення поета високим званням лауреата УМАН остаточно утвердило за ним ім'я шанованого майстра поетичного слова.
Що є провідним у творчості письменника? Спочатку звернемося до естетичного кредо поета, висловленого ним ще у шістдесяті роки, але яке він сповідує у своїй творчості й досі. Тоді він писав: «В добу індустрії, комерціалізації і надзвичайного розвитку науки поезія в житті переважаючої кількості моїх сучасників є чимось несуттєвим. На мою думку, скільки б добра і користі не приносили три основні компоненти нашої доби — поезія назавжди залишиться непідкупним літописом духовного стану людства в цілому і кожного народу зокрема». Поет, продовжуючи естетичні настанови класиків української літератури, вбачає в поетичному слові порадника, виразника народних сподівань та прагнень.
Літературознавець Григорій Костюк назвав творчість Біляїва «поезією, проникнутою ідеєю». І це справді так. В час, коли він став входити в літературне життя, багато поетів у своїх експериментах часто відривалися від реальності, надаючи художньому слову роль «поезії для поетів», тобто для обраних. В.Біляїв пішов своїм шляхом, поставивши за мету творити «літопис духовного стану народу», українського народу, який піднявся у XX ст. виборювати свободу і незалежність.
Така спрямованість художнього слова є властивою майже для всіх українських письменників західної діаспори: вони не хилились перед можновладцями, не творили угодницьку, брехливу літературу, що облудною павутиною обплітала народну свідомість в Україні протягом десятків років. Серед здобутків цих письменників живе і поетичне слово Володимира Івановича.
Збірка вибраних творів В. І. Біляєва «Осіння обнова» видана 2001 р. на батьківщині письменника, у Донецьку у видавництві «Східний видавничий дім» та Український культурологічний центр. Вона містить у собі найкращі, на думку автора, твори минулих літ, а також ті, що написані в останні роки. Згодом у цих же видавничих фундаціях побачили світ його книги «На неокраянім крилі» (2003), «Доля і шлях» (2005).
Вірші «Матері», «Мати», «Моїй матері», «Батьків гай», «Де рідний дім, де слід його?», «Донецька ніч» та ін. засвідчують палку любов письменника до найсвятішого на землі — до своїх батьків, до рідного краю, Батьківщини. А такі твори, як «Біля нагробка Євгена Маланюка», «На могилі Симона Петлюри», «На смерть Галини Журби» та «Івану Багряному» свідчать про високу повагу автора до видатних постатей нашого народу, до здобутків українського національного духу.
12 лютого 2006 року Володимир Іванович помер і похований у штаті Флорида (США).

## Відомі діячі української діаспори, науковці, творча інтелігенція про яких писав Володимир Біляїв
- Єпископ Володимир (Малець)
- Іваницький Борис
- Богацький Павло Олександрович, Бойдуник Осип, Буряківець Юрій Дмитрович, Білінський Ярослав
- Валійський Аркадій, Веніамін Каверін, Веретенченко Олекса, Волков Віталій, Воскобійник Михайло Григорович
- Гаврилюк Володимир, Гаран Євген, Гарасевич Андрій, Гейґ Александер Мейґс, Гордієнко Гаврило Максимович, Гош Іван, Григорій (єпископ), Гришко Василь Іванович, Гірняк Йосип Йосипович
- Ґалан Володимир, Ґілмор Мері
- Далека Лідія, Дараган Юрій,Де Олександр, Денисенко Леонід Дмитрович, Денисенко Ніна, Денисенко Юрій Дмитрович, Денисенко-Зубченко Дмитро, Деслав Євген, Дичко Євдокія, Довгаль Спиридон Микитович, Доманицький Василь Миколайович, Доманицький Віктор Миколайович, Дончук Зосим Іванович
- Жила Володимир Тарасович
- Зуєвський Олег Йосипович
- Іоанн (Теодорович), митрополит
- Калиновський Анатолій Васильович, Капшученко Петро, Карапетян Алік, Кацнельсон Абрам Ісакович, Качуровський Ігор Васильович, Кендал Генрі Кларенс, Керч Оксана, Кмета Іван, Коновал Олексій Григорович, Коровицький Іван, Костецький Ігор, Которович Генадій, Кравців Богдан, Крат Михайло Миколайович, Криволап Юрій Миколайович, Куліш Володимир Миколайович, Кізко Петро
- Легіт Андрій, Ленкавський Степан, Лесич Вадим, Лиман Леонід, Лимаренко Павло Данилович, Лободовський Юзеф, Ловсон Генрі, Логин Ярослав, Лотоцька Олена, Любченко Аркадій, Лятуринська Оксана, Ліщинський Михайло,
- Майстренко Іван Васильович, Мамчур Теодор, Манило Іван Васильович, Мацзіні Джузеппе, Мелешко Фотій Минович, Миколай (митрополит УАПЦ), Мілош Чеслав, Мінський Михайло, Москаль Роберт Михайло
- Нагорний Юрій Андрійович, Нестор (архиієпископ УАПЦ), Нитченко Дмитро, Ніковський Андрій,
- Овечко Іван, Одарченко Петро Васильович, Олександрів Борис, Олесіюк Тиміш, Омельянович-Павленко Іван, Омельянович-Павленко Михайло, Онуфрієнко Василь Йосипович., Орест Михайло
- Пазуняк Наталія, Паливода Іван Симонович, Палладій (церковний діяч), Паньківський Кость, Паунд Езра Луміс, Петерсон Ендрю Бартон, Повстенко Олекса Іванович, Полтава Леонід, Понеділок Микола, Приходько Марина, Прокопович В'ячеслав Костянтинович, Підгайний Семен Олександрович
- Радіон Степан, Роберт Гей, Романенчук Богдан, Ромен Левко
- Самутін Петро, Саянов Віссаріон Михайлович, Сельвінський Ілля Львович, Семененко Олександр, Сокіл Василь Іванович, Соловій Віктор Сильвестрович, Степаненко Микола Омельянович, Стефаник Юрій Васильович, Стефанович Олекса
- Тарнавська Марта Теодозіївна, Трембовецький Аполлон, Тютюнник Василь Никифорович
- Уелті Юдора
- Фадіман Кліфтон, Федоренко Євген Васильович, Ференцевич Роман Софронович, Фриз Микола
- Чапленко Василь Кирилович, Черінь Ганна
- Шеллі Персі Біші, Шишацька Олена Миколаївна, Шульга Василь Антонович, Шумський Володимир

Вшанування пам'яті В.Біляїва в Донецькій СШ 154.

- Юриняк Анатолій
- Яцкевич Лев

## Твори
Автор поетичних збірок:
- Біляїв В. Поліття. 1970.
- Біляїв В. По той бік щастя». — Філадельфія: "Київ", 1979.
- Біляїв В. Осіння обнова. Поезії. Книжка третя. — Донецьк: Східний видавничий дім, Український культурологічний центр, 2001.
- Біляїв В. Доля і шлях. — Донецьк: Укр. культурологічний центр, Східний видавничий дім, 2005.

Авто нарисів:
- Біляїв В. «На неокраянім крилі…». Штрихи до літературних портретів західної діаспори. — Донецьк: Східний видавничий дім, 2003. — 348 с.

## Нагороди, відзнаки
«Грамота за професійні досягнення» від керівництва «Голосу Америки» (1998 р.) за підписом Евелін С. Ліберман Директора Голосу Америки"

## Галерея

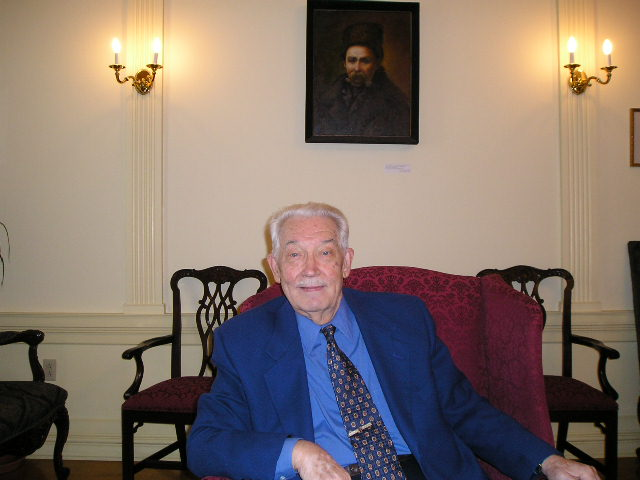
Володимир Біляїв у власному помешканні, США, 2006 р.
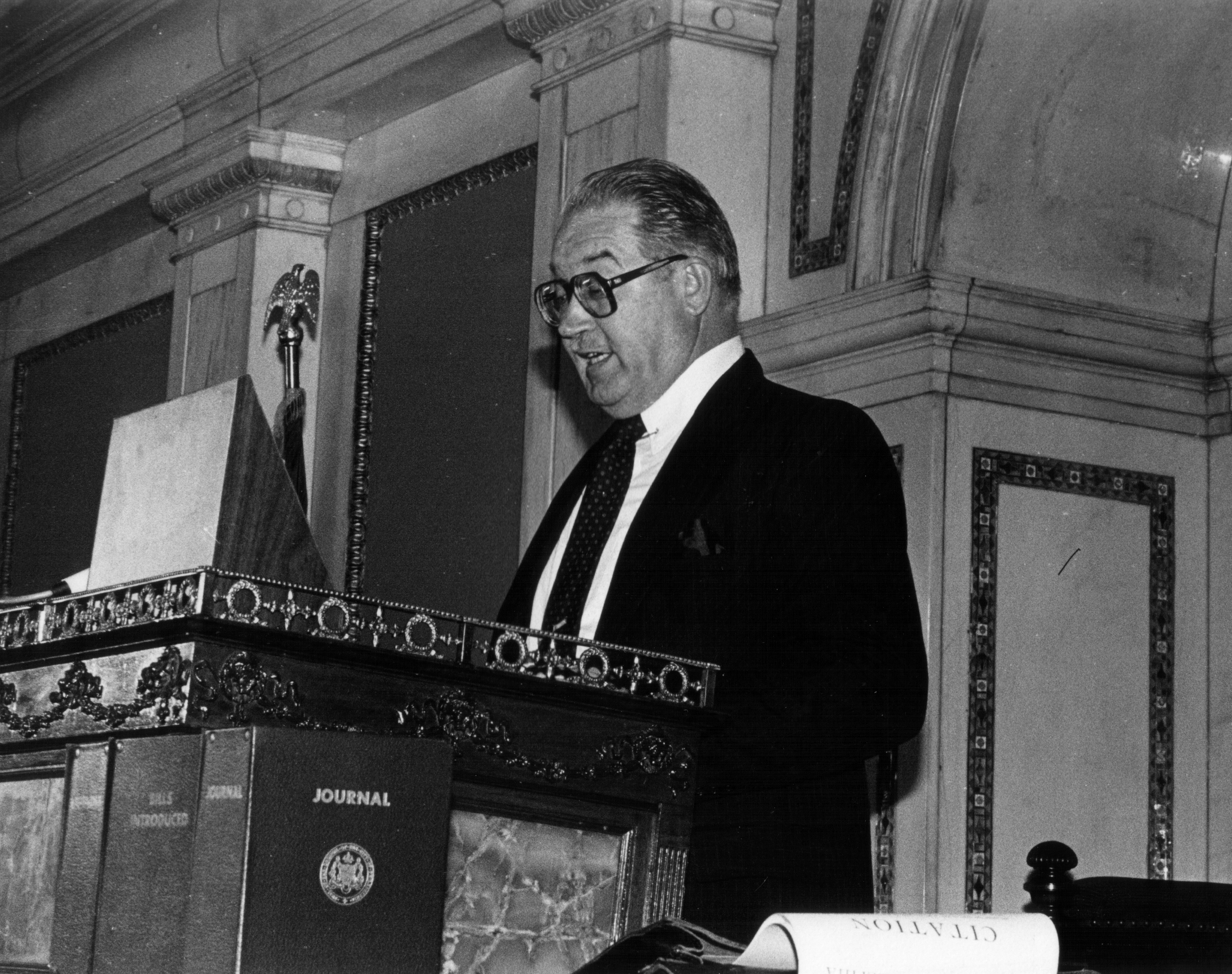
Голова Української Національної Ради В. Біляїв промовляє на сесії Ради з нагоди вшанування жертв сталінського голодомору в Україні 1932—1933 рр. (Філадельфія, 14 травня 1983)
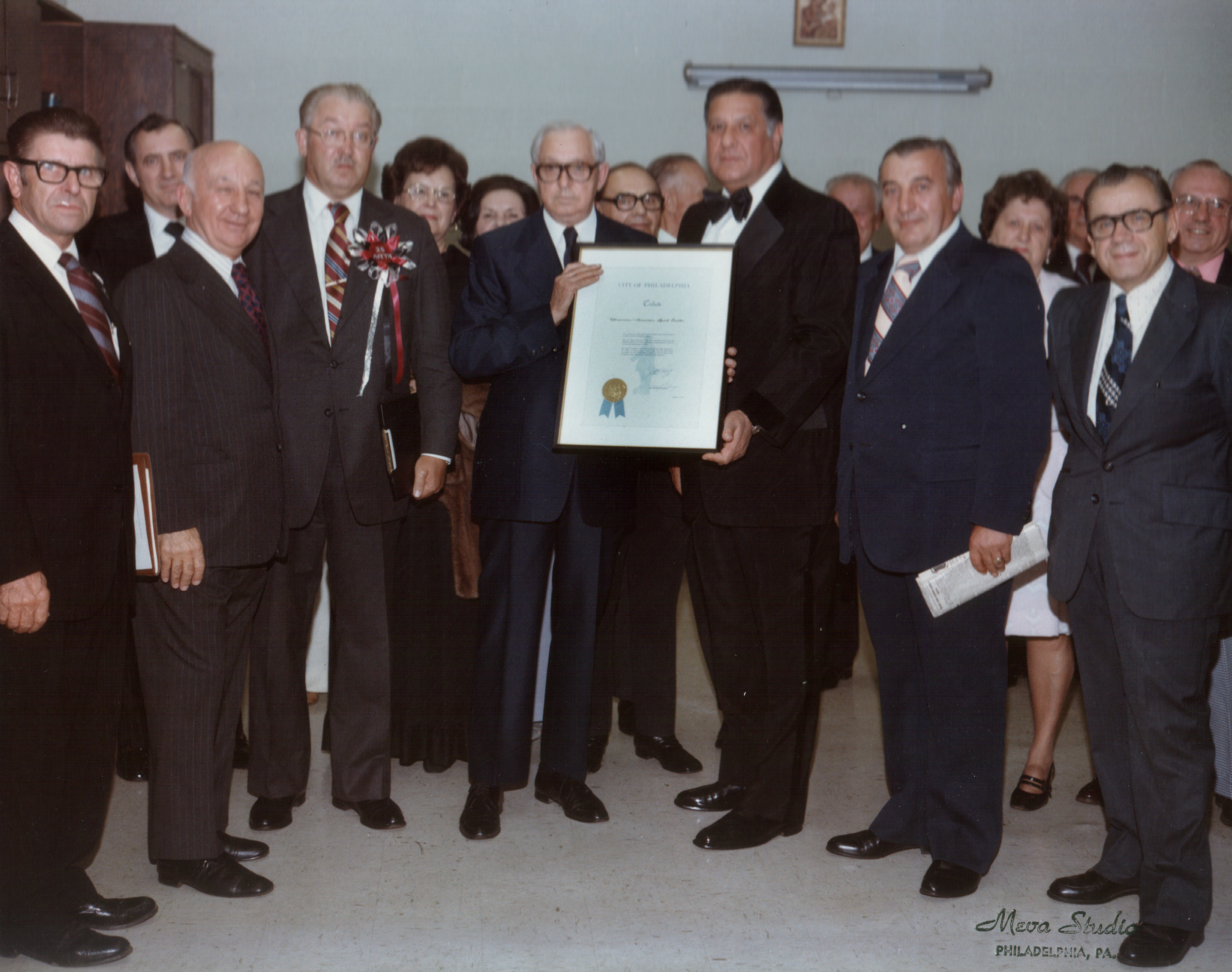
Жовтень 1975 р. Мер м. Філадельфії Франк Різо вручає грамоту міста голові громадського-спортивного клубу «Тризуб» Степану Брендзею. Зліва у першому ряду зліва направо: п. Іван Скальчук — голова осередку УККА, п. Йосип Лисогір — головний президент Українського Народного Союзу, п. В.Біляїв — віце-президент клубу «Тризуб», мер Різо, пп. Степан Брендзей, п. Іван Одежинський — голова Українсько-Американського Республіканського Клубу
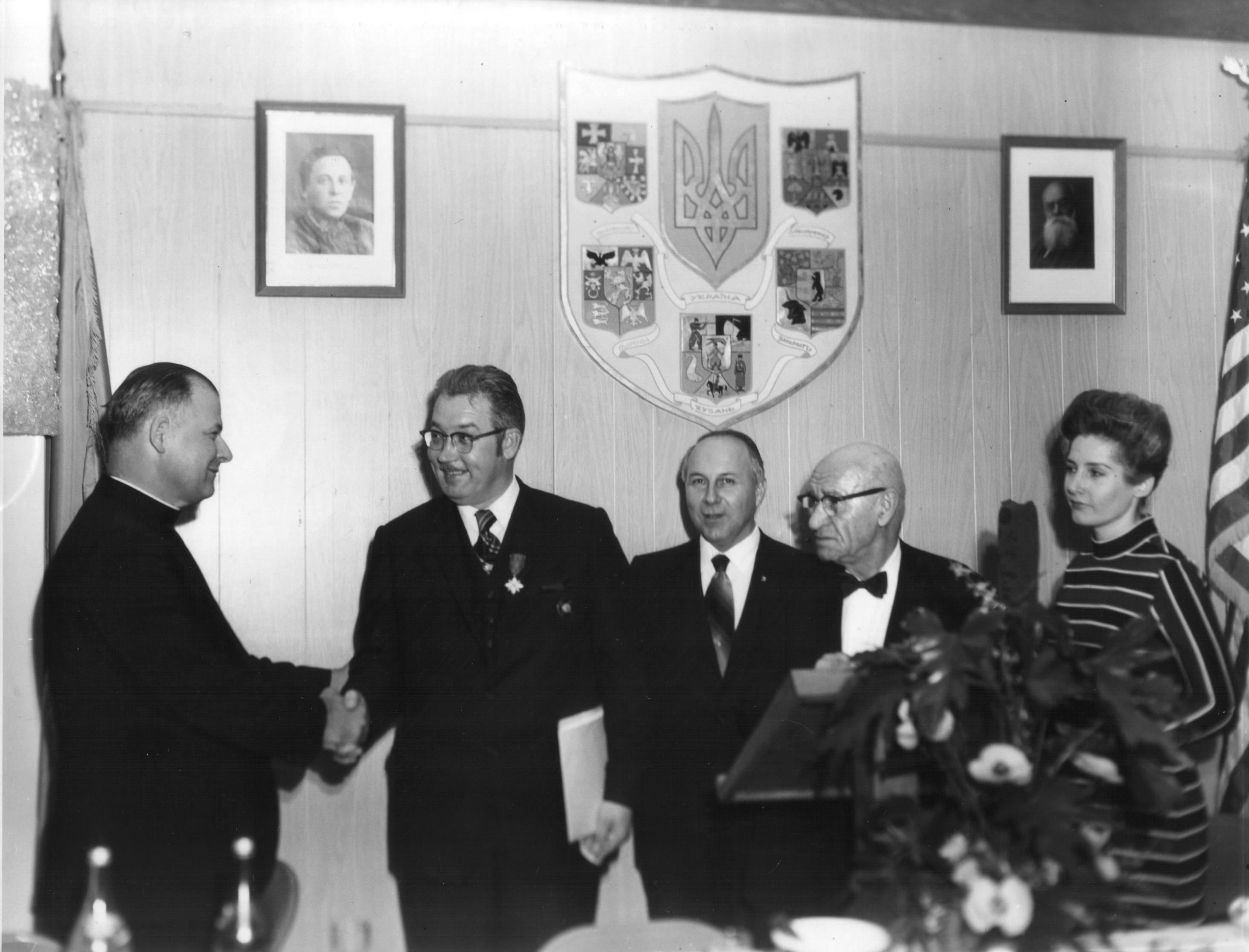
На святкуванні 52-ї річниці УНР у Філадельфії (січень
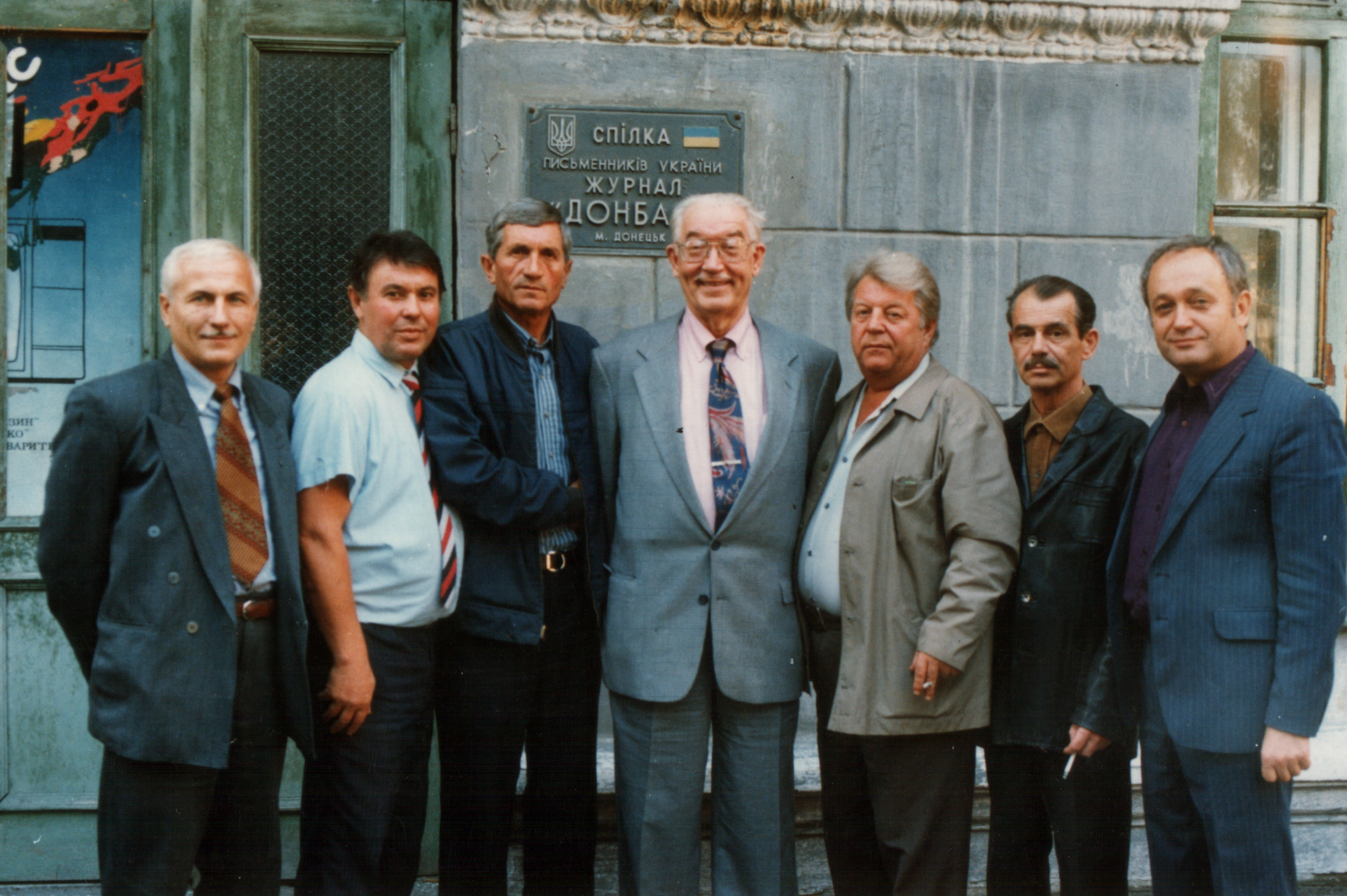
В. Біляїв (в центрі) на батьківщині серед української інтелігенції м. Донецька (1996)
В.Біляїв (ліворуч), Керівник ресорту фінансів Кость Луценко (у центрі), Член Президії УНРади (Українська Революційно-Демократична Партія — УРДП) Олександр Мельниченко (праворуч)